# Jørgen Rasmussen
Jørgen Rasmussen (Ringe, 19 febbraio 1937) è un ex calciatore danese, di ruolo attaccante.